# 동요
동요(童謠, children's song)는 주로 어린이들이 부르는, 어린이들의 감정과 마음을 담은 노래로 음색이 예쁘고, 부르기도 쉽다.
어린이들 사이에서 전파되며, 방송 매체를 통하거나 초등학교 교과서에 수록되어 전해지기도 한다.

## 종류
- 유래별

1920년 이전의 동요를 대개 전래동요라고 부르며, 그 이후에는 어른이 만든 창작동요나 외국의 동요를 번안한 곡들이 주를 이룬다. 현대에 와서는 어린이 만화영화나 TV 프로그램(가령, 뽀뽀뽀)의 주제가도 동요로서 같이 취급되기도 한다.
- 내용별

어린이를 재우기 위한 자장가, 어린이를 위로하는 노래, 생일 등 행사를 위한 노래, 동·식물·천체 등 자연현상에 관련된 노래, 수수께끼 등 언어 유희가 포함된 노래, 율동이나 암기를 돕는 노래, 기타 어린이의 감정을 표현하거나 어린이의 문화에서 발생된 노래 등이 있다.

## 한국의 동요

### 전래동요
전래동요의 경우, 유래를 알 수 없고, 제목이 되지 않은 것이 대부분이다. 그 내용은 대중들의 심정을 대변하거나 앞날을 예언하기도 한다.
- 서동요 - 백제 무왕이 왕이 되기 전에 아이들에게 부르게 한 노래로, 《삼국유사》에서 소개되었다.
- 달아달아 밝은달아
- 새야새야 파랑새야 - 동학혁명의 전봉준과 관련이 있는 노래이다.
- 두껍아 두껍아 헌집줄께 새집다오

### 창작동요

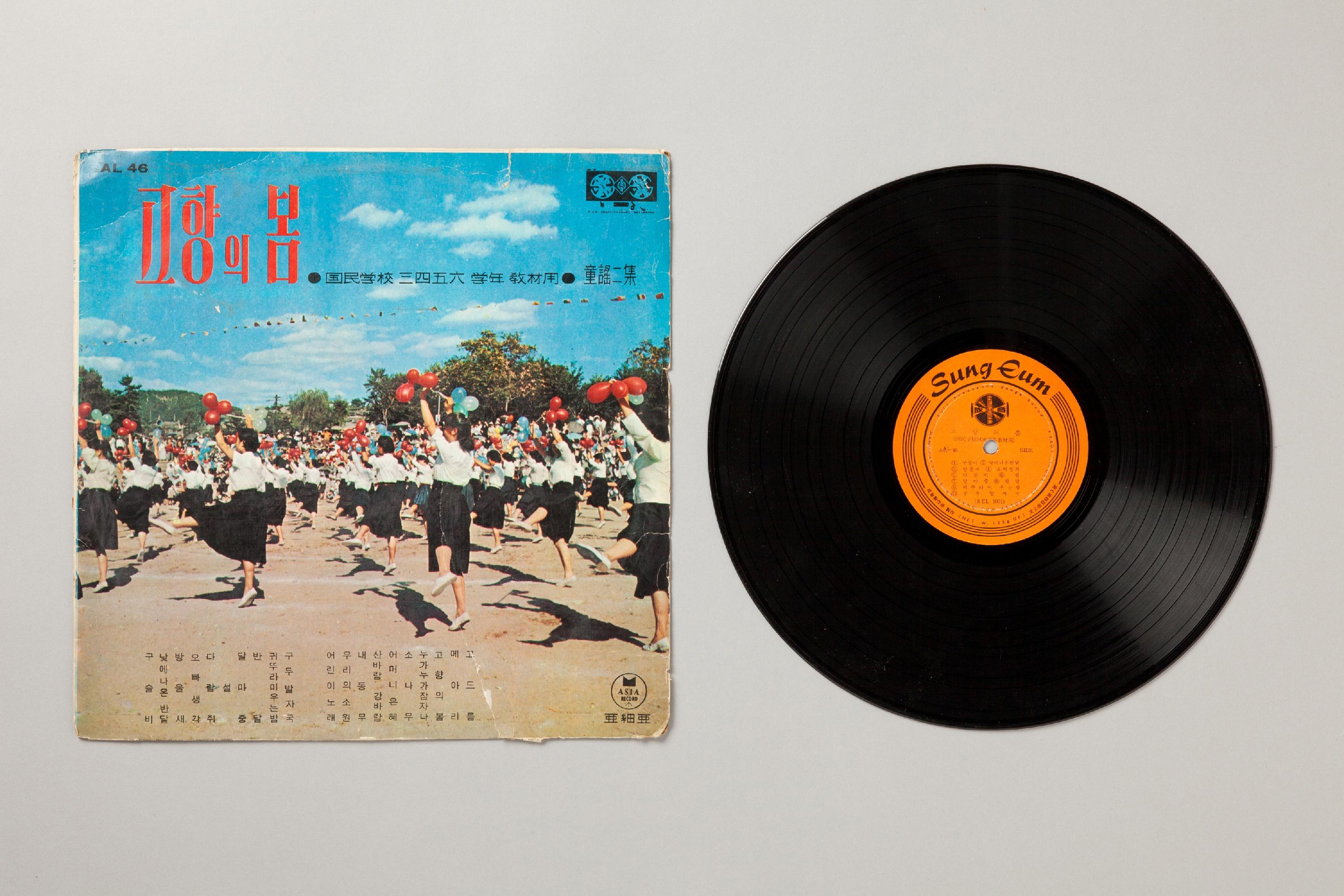
국민학교 3~6학년 교재용 동요 〈구슬비〉, 〈어린이 노래〉 등이 녹음된 음반.

1920 ~ 1950년대에 등장한 대표적인 동요를 정리하면 다음과 같다.
- 1920년대

색동회를 주축으로 동요가 발표되었다.
| 곡명            | 작사자 | 작곡자 | 작곡연도 | 곡명          | 작사자 | 작곡자 | 작곡연도 |
| --------------- | ------ | ------ | -------- | ------------- | ------ | ------ | -------- |
| 〈늙은 잠자리〉 | 방정환 | 정순철 | 1924년   | 〈반달〉      | 윤극영 | 윤극영 | 1924년   |
| 〈고드름〉      | 유지영 | 윤극영 | 1924년   | 〈까막잡기〉  | 박팔양 | 홍난파 | 1924년   |
| 〈따오기〉      | 한정동 | 윤극영 | 1925년   | 〈봄편지〉    | 서덕출 | 홍난파 | 1925년   |
| 〈오뚜기〉      | 윤석중 | 박태준 | 1925년   | 〈고향의 봄〉 | 이원수 | 홍난파 | 1926년   |
- 1930년대

교회나 사회단체, 방송 등을 통하여 동요가 보급되었다.
| 곡명                 | 작사자 | 작곡자 | 작곡연도 | 곡명              | 작사자 | 작곡자 | 작곡연도 |
| -------------------- | ------ | ------ | -------- | ----------------- | ------ | ------ | -------- |
| 〈가을〉             | 백남석 | 현제명 | 1932년   | 〈개구리〉        | 이동찬 | 홍난파 | 1933년   |
| 〈여름〉             | 김영수 | 홍난파 | 1933년   | 〈햇볕은 쨍쨍〉   | 최옥란 | 홍난파 | 1933년   |
| 〈자전거〉           | 목일신 | 김대현 | 1933년   | 〈산바람 강바람〉 | 윤석중 | 박태현 | 1936년   |
| 〈누가 누가 잠자나〉 | 목일신 | 박태현 | 1936년   | 〈산토끼〉        | 이일래 | 이일래 | 1938년   |
- 1940년대

전반기에는 태평양전쟁과 일제의 탄압으로 동요가 발표되지 못했다. 해방 후에는 교과서를 중심으로 동요가 보급되었다.
| 곡명                | 작사자 | 작곡자 | 작곡연도  | 곡명              | 작사자 | 작곡자 | 작곡연도 |
| ------------------- | ------ | ------ | --------- | ----------------- | ------ | ------ | -------- |
| 〈새나라의 어린이〉 | 윤석중 | 박태준 | 1945년    | 〈기차길옆〉      | 윤석중 | 윤극영 | 1947년   |
| 〈우리의 소원〉     | 안석주 | 안병원 | 1947년[1] | 〈나란히 나란히〉 | 윤석중 | 윤극영 | 1948년   |
| 〈어린이날 노래〉   | 윤석중 | 윤극영 | 1948년    | 〈어머님은혜〉    | 윤춘병 | 박재훈 | 1948년   |
| 〈구슬비〉          | 권오순 | 안병원 | 1948년    | 〈눈꽃송이〉      | 서덕출 | 박재훈 | 1948년   |
- 1950년대

6·25 전쟁 이후로 KBS의 계몽 운동을 중심으로 새로운 동요가 만들어지고 보급되었다.
| 곡명              | 작사자 | 작곡자 | 작곡연도 | 곡명                  | 작사자 | 작곡자 | 작곡연도 |
| ----------------- | ------ | ------ | -------- | --------------------- | ------ | ------ | -------- |
| 〈꽃밭에서〉      | 어효선 | 권길상 | 1953년   | 〈구두발자국〉        | 김영일 | 나운영 | 1953년   |
| 〈메아리〉        | 유치환 | 김대현 | 1954년   | 〈꼬마눈사람〉        | 강소천 | 한용희 | 1955년   |
| 〈나뭇잎배〉      | 박홍근 | 윤용하 | 1955년   | 〈고향땅〉            | 윤석중 | 한용희 | 1956년   |
| 〈노래는 즐겁다〉 | 박목월 | 윤용하 | 1956년   | 〈파란마음 하얀마음〉 | 어효선 | 한용희 | 1956년   |
| 〈초록바다〉      | 박경종 | 이계석 | 1958년   | 〈무궁화행진곡〉      | 윤석중 | 손대업 | 1959년   |
1960년대는 어린이합창단의 활동이 두드러졌다. 이 시기부터 동요가 음악에 예속되었다는 평가가 있다. 1970년에는 아폴로 우주선의 달착륙을 기념한 〈앞으로〉(윤석중 작사, 이수인 작곡)가 애창되기도 했다.
1980년대 이후로는 각 방송국에서 동요를 공모하여 새로운 곡들이 발표되었다.
- MBC(1983~2010) : 창작동요제[2]
- KBS(1989~현재) : 창작동요대회[3]
- EBS(1998~2010) : 고운노래 발표회
- 울산 MBC : 서덕출 동요제

### 번안 동요
모짜르트의 곡에서 따온 〈반짝 반짝 작은별(알파벳송)〉, 영화음악인 〈도레미송〉 등이 잘 알려져 있다. 〈퐁당퐁당〉이나 〈커다란 꿀밤 나무 밑에서〉, 〈징검다리〉, 〈소나무야〉 등은 외국 민요의 가사를 바꾼 것이다. 그 외에도 〈비행기〉, 〈모두 다 뛰놀자〉 〈옹달샘〉등이 있다.

## 같이 보기
- 동시
- 동화
- 민요